# Aeroporto Internazionale di Città del Capo
L'Aeroporto Internazionale di Città del Capo (IATA: CPT, ICAO: FACT) è un aeroporto situato nei pressi di Città del Capo, in Sudafrica.
L'aeroporto è hub per la compagnia aerea sudafricana South African Airways e dispone di 5 edifici terminal.
Fino a metà degli anni novanta, l'aeroporto era dedicato al Primo ministro Daniel François Malan.

Voli a lungo raggio dall'aeroporto di Città del Capo

Voli regionali dell'aeroporto di Città del Capo